# Erzbistum Mercedes-Luján
Das in Argentinien gelegene Erzbistum Mercedes-Luján (lat. Archidioecesis Mercedensis-Luianensis, span. Arquidiócesis de Mercedes-Luján) mit Sitz in Mercedes wurde am 20. April 1934 aus dem Bistum La Plata herausgetrennt und als Bistum Mercedes errichtet. Seit dem 10. Mai 1989 mit dem Doppelnamen Mercedes-Luján versehen, um den bedeutendsten Wallfahrtsort des Landes – Luján – zu würdigen.  Am 21. November 1997 wurde das Bistum zu einem immediaten Erzbistum erhoben.
Die Diözese trat 1947 Gebiete für das neue Bistum San Nicolás de los Arroyos und 1957 für das Bistum Nueve de Julio und das Bistum Santa Rosa ab.
Papst Franziskus erhob das Erzbistum am 4. Oktober 2019 zum Metropolitansitz und unterstellte ihm gleichzeitig die Bistümer Merlo-Moreno, Nueve de Julio und Zárate-Campana als Suffragandiözesen. Mit gleichem Datum nahm der Papst den altersbedingten Rücktritt des bisherigen Erzbischofs, Agustín Roberto Radrizzani SDB, an und ernannte den bisherigen Weihbischof Jorge Eduardo Scheinig zum Erzbischof und ersten Metropoliten der neuen Kirchenprovinz.
In Luján steht die große Marienwallfahrtskirche Basilika Unserer Lieben Frau von Luján, die jährlich bis zu zwei Millionen Pilger anzieht.

## Ordinarien
Bischöfe
- Juan Pascual Chimento (1934–1938)
- Anunciado Serafini (1939–1963)
- Luis Juan Tomé (1963–1981)
- Emilio Ogñénovich (1982–1997)

Erzbischöfe
- Emilio Ogñénovich (1997–2000)
- Rubén Héctor di Monte (2000–2007)
- Agustín Roberto Radrizzani SDB (2007–2019)
- Jorge Eduardo Scheinig (seit 2019)

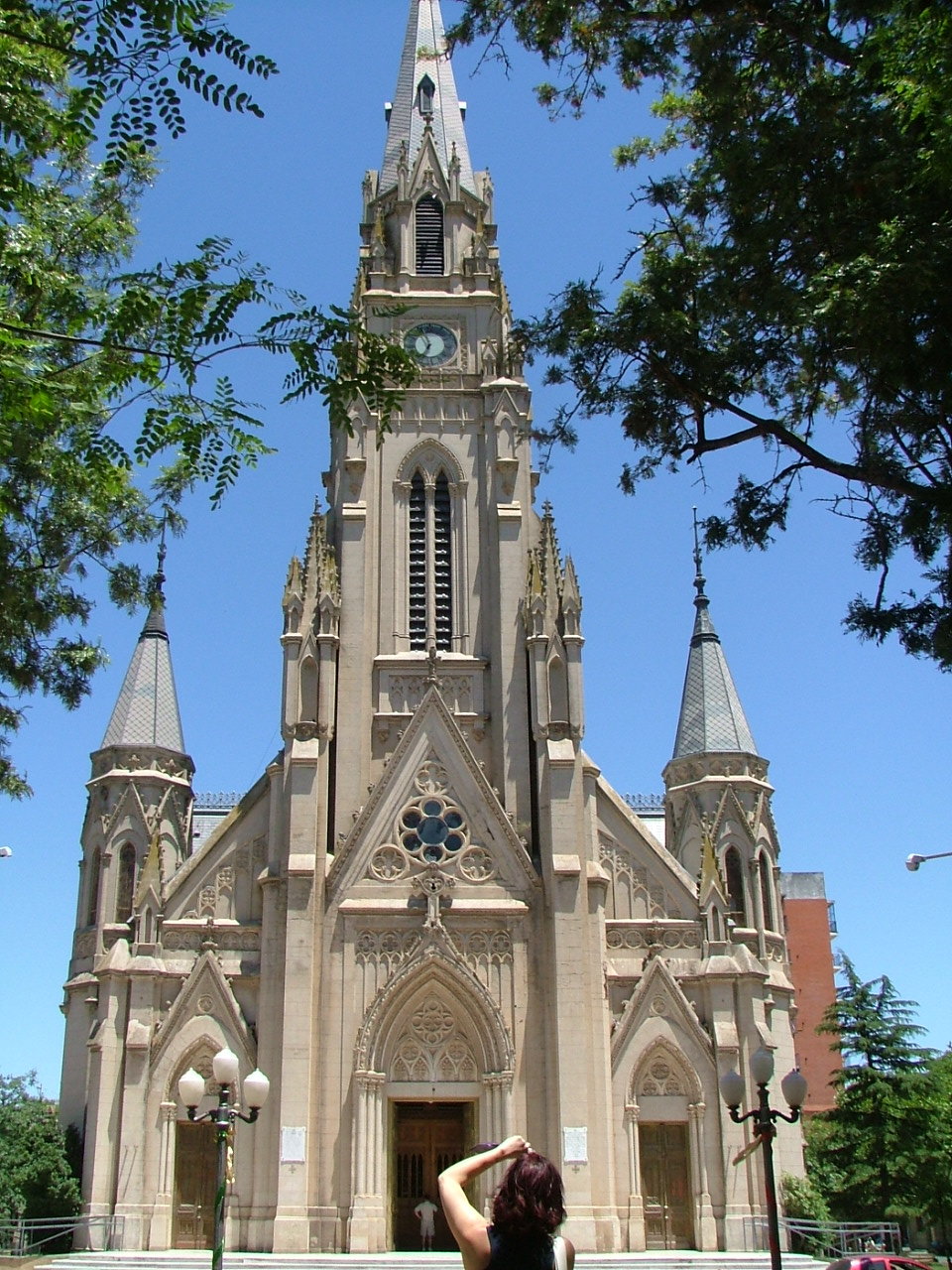
Kathedrale von Mercedes
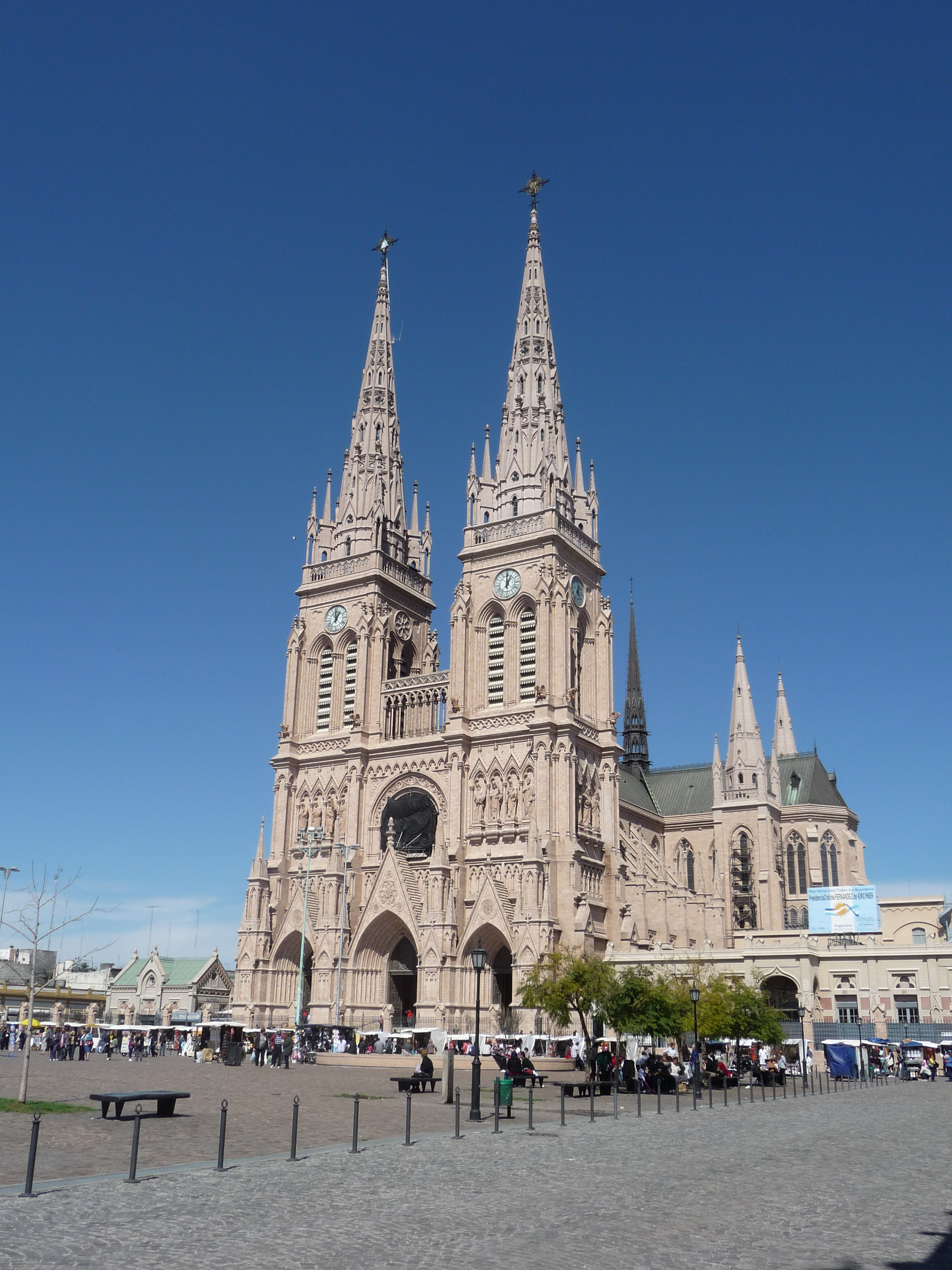
Basílica de Nuestra Señora de Luján